# 793 v.Chr.
Het jaar 793 v.Chr. is een jaartal volgens de christelijke jaartelling. 

## Gebeurtenissen

### Assyrië
- Mannu-ki-mat-Assur, de gouverneur van Guzana valt de eer te beurt de Assyrische limmu van het jaar te zijn.[1]